# Душан Стојичић
Душан Стојичић (Јајце, 28. октобар 1963) српски је политичар, члан СДС-а и бивши предсједник Народне скупштине Републике Српске, који живи у Теслићу.
Основну и средњу школу је завршио у Мркоњић Граду, док је 1987. године у Сарајеву завршио Факултет политичких наука. Члан је СДС-а од оснивања 1990. године. За посланика у Народној скупштини РС биран је у три мандата, на изборима 2000, 2002. и 2006. године, док је од 2004. до 2006. обављао функцију предсједника Народне скупштине РС.
На локални изборима 2012. изабран је за одборника у Скупштини општине Теслић.